# イノセントカップ
イノセントカップは、ホッカイドウ競馬で施行されていた地方競馬の重賞競走である。ケイバブックより優勝杯の提供を受けており、名称は「競馬ブック杯 イノセントカップ」。

## 概要
2001年にサラブレッド系2歳の重賞競走として新設。ホッカイドウ競馬のグレードではH3に格付けされていた。
第1回は門別競馬場のダート1200mで施行したが、第2回から第8回まで旭川競馬場のダート1500mで施行。2009年より再び門別競馬場に戻された。
2012年よりJRA2歳認定競走（上級認定競走）としても施行され、勝馬は認定馬となる。これに伴い、賞金も増額された。
2019年時点において、日本中央競馬会（JRA）阪神競馬場で行われる朝日杯フューチュリティステークス（GI）に向けたステップレースへの北海道ブロック代表馬選定競走となっている（なお、2012年以前は本競走、2013年はブリーダーズゴールドジュニアカップ、2014年から2016年まではサンライズカップがブロック代表馬選定競走であった）。
2023年の開催をもって本競走は廃止されることになった。

### 競走条件・賞金等（2023年）
出走条件
サラブレッド系2歳・地方競馬全国交流
負担重量
定量（54kg）
賞金等
賞金額は1着400万円、2着112万円、3着84万円、4着56万円、5着28万円。
スタリオンシリーズ競走に指定されており、シャンハイボビーの配合権利が、優勝馬馬主への副賞となっている。

## 過去の副賞
スタリオンシリーズ競走に指定されており、以下の種牡馬の種付権が優勝馬馬主に副賞として贈られた。
- ジェイドロバリー（2001年）
- 2002年・2003年：不明
- アグネスタキオン（2004年 - 2005年）
- ファルブラヴ（2006年）
- ロージズインメイ（2007年 - 2008年）
- ジャングルポケット（2009年）
- ハーツクライ（2010年）
- クロフネ（2011年 - 2012年）
- タートルボウル（2013年）
- ヘニーヒューズ（2014年）
- キングズベスト（2015年）
- エスケンデレヤ（2016年-2018年）
- シャンハイボビー（2019年 - 2023年）

## 歴代優勝馬
タイム欄のRは2歳コースレコードを示す。
| 回数   | 施行日         | 開催地 | 距離  | 頭数 | 優勝馬             | 性齢 | 所属   | タイム  | 優勝騎手   | 管理調教師 |
| ------ | -------------- | ------ | ----- | ---- | ------------------ | ---- | ------ | ------- | ---------- | ---------- |
| 第1回  | 2001年10月17日 | 門別   | 1200m | 12頭 | インディアンツー   | 牡2  | 北海道 | 1:14:7  | 渋谷裕喜   | 田部和則   |
| 第2回  | 2002年8月8日   | 旭川   | 1500m | 8頭  | ウィンシュール     | 牡2  | 北海道 | 1:38:5  | 五十嵐冬樹 | 堂山芳則   |
| 第3回  | 2003年8月6日   | 旭川   | 1500m | 12頭 | フジエスミリオーネ | 牡2  | 北海道 | 1:41:2  | 藤倉寛幸   | 角川秀樹   |
| 第4回  | 2004年9月1日   | 旭川   | 1500m | 8頭  | スプリットメイド   | 牝2  | 北海道 | 1:39:2  | 千葉津代士 | 田部和則   |
| 第5回  | 2005年8月31日  | 旭川   | 1500m | 11頭 | ヨシノアルテミス   | 牝2  | 北海道 | 1:39:4  | 山口竜一   | 桧森邦夫   |
| 第6回  | 2006年8月29日  | 旭川   | 1500m | 11頭 | アンパサンド       | 牡2  | 北海道 | 1:36:9  | 斉藤正弘   | 米川昇     |
| 第7回  | 2007年8月1日   | 旭川   | 1500m | 8頭  | エックスダンス     | 牡2  | 北海道 | 1:37:9  | 五十嵐冬樹 | 廣森久雄   |
| 第8回  | 2008年8月7日   | 旭川   | 1500m | 7頭  | ワンダフルクエスト | 牡2  | 北海道 | 1:38.1  | 服部茂史   | 廣森久雄   |
| 第9回  | 2009年8月12日  | 門別   | 1200m | 11頭 | ミラクルエース     | 牡2  | 北海道 | 1:14.2  | 五十嵐冬樹 | 廣森久雄   |
| 第10回 | 2010年8月11日  | 門別   | 1200m | 9頭  | モエレフウウンジ   | 牡2  | 北海道 | 1:12.8  | 小国博行   | 堂山芳則   |
| 第11回 | 2011年9月6日   | 門別   | 1200m | 7頭  | ゴールドメダル     | 牡2  | 北海道 | 1:12.8  | 服部茂史   | 田中淳司   |
| 第12回 | 2012年9月13日  | 門別   | 1200m | 13頭 | ストーミングスター | 牡2  | 北海道 | 1:13.3  | 桑村真明   | 角川秀樹   |
| 第13回 | 2013年9月26日  | 門別   | 1200m | 11頭 | ニシケンモノノフ   | 牡2  | 北海道 | R1:11.5 | 阪野学     | 原孝明     |
| 第14回 | 2014年9月18日  | 門別   | 1200m | 8頭  | コールサインゼロ   | 牡2  | 北海道 | 1:14.0  | 石川倭     | 原孝明     |
| 第15回 | 2015年9月17日  | 門別   | 1200m | 9頭  | リンダリンダ       | 牝2  | 北海道 | 1:14.9  | 桑村真明   | 角川秀樹   |
| 第16回 | 2016年9月15日  | 門別   | 1200m | 9頭  | バンドオンザラン   | 牡2  | 北海道 | 1:14.7  | 桑村真明   | 角川秀樹   |
| 第17回 | 2017年9月14日  | 門別   | 1200m | 8頭  | ヤマノファイト     | 牡2  | 北海道 | 1:13.9  | 阿部龍     | 村上正和   |
| 第18回 | 2018年11月14日 | 門別   | 1200m | 7頭  | エムオータイショウ | 牡2  | 北海道 | 1:12.0  | 桑村真明   | 角川秀樹   |
| 第19回 | 2019年9月25日  | 門別   | 1200m | 9頭  | ヘイセイメジャー   | 牡2  | 北海道 | 1:12.7  | 宮崎光行   | 松本隆宏   |
| 第20回 | 2020年9月24日  | 門別   | 1200m | 10頭 | リーチ             | 牡2  | 北海道 | 1:13.6  | 服部茂史   | 林和弘     |
| 第21回 | 2021年9月16日  | 門別   | 1200m | 8頭  | レディーアーサー   | 牝2  | 北海道 | 1:14.8  | 服部茂史   | 田中淳司   |
| 第22回 | 2022年9月8日   | 門別   | 1200m | 7頭  | スペシャルエックス | 牡2  | 北海道 | 1:14.6  | 岩橋勇二   | 田中淳司   |
| 第23回 | 2023年9月7日   | 門別   | 1200m | 7頭  | トラジロウ         | 牡2  | 北海道 | 1:14.2  | 桑村真明   | 角川秀樹   |